# Peter Sagan
Peter Sagan (født 26. januar 1990 i Žilina) er en slovakisk tidligere professionel cykelrytter.
Før sit skifte til landevej, havde han nogle meget succesfulde år som mountainbike- og crossrytter, hvor han vandt VM i Mountainbike i 2008, og blev nummer 2 til VM i cykelcross samme år.
I 2010 fik han et kæmpe gennembrud på den internationale cykelscene, da han vandt to etaper og pointkonkurrencen i Paris-Nice, en etape i Romandiet Rundt og en etape i Californien Rundt. Siden da er det blevet til mange sejre i varieret terræn. Allerede i en alder af 23 år vandt Sagan blandt andet fire etapesejre i Tour de France, hvor han også har vundet den grønne pointtrøje i 2012, 2013, 2014, 2015 og 2016. Derudover er han en lovende klassikerrytter - både i brostensklassikerne såvel som Ardennerne. Peter Sagan besidder en hurtig spurt, et stærkt antrit på kortere stigninger og en habil enkeltstart.
Sagan vandt VM i landevejscykling i 2015 i Richmond, USA og i 2016 i Doha, Qatar. Han vandt også EM i landevejscykling 2016 i Plumelec, Frankrig.

## Meritter
2008
1. plads,  VM i MTB, junior
1. plads,  EM i MTB, junior
2. plads,  VM i cyclo-cross, junior
2. plads, Paris-Roubaix Juniors
2009
1. plads, GP Kooperativa
4. plads, Samlet, Dookola Mazowsza
1. plads,  Pointkonkurrencen
1. plads,  Ungdomskonkurrencen
1. plads, 2. og 5. etape
2010
Paris-Nice
1. plads,  Pointkonkurrencen
1. plads, 3. og 5. etape
Romandiet Rundt
1. plads, 1. etape
2. plads, Philadelphia International Championship
2. plads, Grand Prix Cycliste de Montréal
7. plads, GP Ouest-France
8. plads, Samlet, Tour of California
1. plads,  Pointkonkurrencen
1. plads,  Ungdomskonkurrencen
1. plads, 5. og 6. etape
2011
1. plads,  Slovakiske mesterskaber i landevejscykling
1. plads,  Samlet, Giro di Sardegna
1. plads,  Pointkonkurrencen
1. plads, 1., 3. og 4. etape
Tour of California
1. plads,  Pointkonkurrencen
1. plads, 5. etape
Tour de Suisse
1. plads,  Pointkonkurrencen
1. plads, 3. og 8. etape
1. plads,  Samlet, Polen Rundt
1. plads,  Pointkonkurrencen
1. plads, 4. og 5. etape
Vuelta a España
1. plads, 6., 12. og 21. etape
Bar  den grønne pointtrøje på 8. etape
1. plads, Gran Premio Industria e Commercio di Prato
2. plads, Philadelphia International Championship
2012
1. plads,  Slovakiske mesterskaber i landevejscykling
Tour of Oman
1. plads,  Pointkonkurrencen
1. plads, 2. etape
1. plads, 4. etape Tirreno-Adriatico
1. plads, 1. etape Tre dage ved Panne
Tour of California
1. plads,  Pointkonkurrencen
1. plads, 1., 2., 3., 4. og 8. etape
Tour de Suisse
1. plads,  Pointkonkurrencen
1. plads, 1. (ITT), 3., 4. og 6. etape
Tour de France
1. plads,  Pointkonkurrencen
1. plads, 1., 3. og 6. etape
 Mest angrebsivrige rytter, 14. etape
2. plads, Gent-Wevelgem
3. plads, Amstel Gold Race
4. plads, Milano-Sanremo
5. plads Flandern Rundt
8. plads UCI World Tour
2013
1. plads,  Slovakiske mesterskaber i landevejscykling
1. plads, Gent-Wevelgem
1. plads, Brabantse Pijl
1. plads, Gran Premio Città di Camaiore
1. plads, Grand Prix Cycliste de Montréal
1. plads, 1. etape Tre dage ved Panne
USA Pro Cycling Challenge
1. plads,  Sprintkonkurrencen
1. plads, 1., 3., 6. og 7. etape
Tour of Alberta
1. plads,  Sprintkonkurrencen
1. plads, prologen, 1. og 5. etape
Tour of California
1. plads,  Sprintkonkurrencen
1. plads, 3. og 8. etape
Tour of Oman
1. plads, 2. og 3. etape
Tirreno-Adriatico
1. plads, 3. og 6. etape
Tour de Suisse
1. plads,  Pointkonkurrencen
1. plads, 3. og 8. etape
Tour de France
1. plads,  Pointkonkurrencen
1. plads, 7. etape
2. plads, Strade Bianche
2. plads, Milano-Sanremo
2. plads, E3 Harelbeke
2. plads, Flandern Rundt
4. plads, UCI World Tour
6. plads VM i landevejscykling
10. plads Grand Prix Cycliste de Québec
2014
1. plads,  Slovakiske mesterskaber i landevejscykling
1. plads, E3 Harelbeke
Tirreno-Adriatico
1. plads,  Pointkonkurrencen
1. plads, 3. etape
Tour of California
1. plads,  Sprintkonkurrencen
1. plads, 7. etape
1. plads, 4. etape Tour of Oman
1. plads, 1. etape Tre dage ved Panne
Tour de Suisse
1. plads,  Pointkonkurrencen
1. plads, 3. etape
Tour de France
1. plads,  Pointkonkurrencen
Bar  mellem 1.–7. etape
2. plads, Strade Bianche
3. plads, Gent–Wevelgem
6. plads Paris-Roubaix
7. plads, Coppa Bernocchi
10. plads Milano-Sanremo
2015
1. plads,  VM i landevejscykling
1. plads,  Slovakiske mesterskaber i landevejscykling
1. plads,  Slovakiske mesterskaber i enkeltstart
1. plads,  Samlet, Tour of California
1. plads, 4. og 6. etape (ITT)
Tirreno-Adriatico
1. plads,  Pointkonkurrencen
1. plads, 6. etape
Tour de Suisse
1. plads,  Pointkonkurrencen
1. plads, 3. og 6. etape
Tour de France
1. plads,  Pointkonkurrencen
Bar  mellem 3.–9. etape
 Mest angrebsivrige rytter, 15. og 16. etape
Vuelta a España
1. plads, 3. etape
Bar  mellem 4.–6. etape
4. plads, Milano-Sanremo
4. plads, Flandern Rundt
6. plads, Samlet, Tour of Qatar
10. plads Gent-Wevelgem
2016
1. plads,  VM i landevejscykling
1. plads, Samlet, UCI World Tour
Tour de France
1. plads,  Pointkonkurrencen
1. plads, 2., 11. og 16. etape
Bar  mellem 2.–4. etape
 Mest angrebsivrige rytter, 10. etape og samlet
1. plads,  EM i landevejscykling
1. plads, Flandern Rundt
1. plads, Gent-Wevelgem
1. plads, Grand Prix Cycliste de Québec
Tour of California
1. plads,  Pointkonkurrencen
1. plads, 1. og 4. etape
Tour de Suisse
1. plads, 2. og 3. etape
3. plads, Samlet, Eneco Tour
1. plads,  Pointkonkurrencen
1. plads, 3. og 4. etape
2. plads, E3 Harelbeke
2. plads, Grand Prix Cycliste de Montréal
2. plads, Samlet, Tirreno–Adriatico
1. plads,  Pointkonkurrencen
2. plads, Omloop Het Nieuwsblad
4. plads, Strade Bianche
7. plads, Kuurne-Bruxelles-Kuurne
2017
1. plads,  VM i landevejscykling
1. plads, Grand Prix Cycliste de Québec
1. plads, Kuurne-Bruxelles-Kuurne
Tirreno-Adriatico
1. plads,  Pointkonkurrencen
1. plads, 3. og 5. etape
Tour de Suisse
1. plads  Pointkonkurrencen
1. plads, 5. & 8. etape
Tour of California
1. plads  Pointkonkurrencen
1. plads, 3. etape
Polen Rundt
1. plads  Pointkonkurrencen
1. plads, 1. etape
1. plads, 3. etape Tour de France
2. plads, Slovakiske mesterskaber i landevejscykling
2. plads, Milano-Sanremo
2. plads, Omloop Het Nieuwsblad
3. plads, Gent-Wevelgem
7. plads samlet BinckBank Tour
1. plads  Pointkonkurrencen
1. plads, 1 og 3. etape
9. plads Grand Prix Cycliste de Montréal